# プリメーラ・ディビシオン (フットサル)
プリメーラ・ディビシオン（Primera División）は、スペインのプロフットサルリーグ。スペインリーグ全体を意味するリーガ・ナシオナル・デ・フットボル・サラ（Liga Nacional de Fútbol Sala, LNFS）に含まれており、1部リーグに相当する。1989年にディビシオン・デ・オノール（División de Honor）として設立され、2012年に現在の名称に改称した。2012-13シーズン以降は16クラブが所属する。欧州サッカー連盟(UEFA)の規則に基づいて試合が行われる。

## 大会形式
| スペインのフットサルリーグ構成 | スペインのフットサルリーグ構成 | スペインのフットサルリーグ構成 | スペインのフットサルリーグ構成 |
| ランク                         | 名称                           | クラブ数                       | 創設年                         |
| ------------------------------ | ------------------------------ | ------------------------------ | ------------------------------ |
| 1部                            | プリメーラ・ディビシオン       | 16クラブ                       | 1989年                         |
| 2部                            | セグンダ・ディビシオン         | 14クラブ                       | 1993年                         |
| 3部                            | セグンダ・ディビシオンB        | 約147クラブ                    | 1989年                         |
| 4部                            | テルセーラ・ディビシオン       | 約337クラブ                    | 1990年                         |
| 5部                            | 地域リーグ                     |                                |                                |

リーガ・ナシオナル・デ・フットボル・サラの全カテゴリーでは、同一カテゴリーの他クラブと2試合ずつ、ホームとアウェーで1試合ずつ戦う。2012-13シーズン以降のプリメーラ・ディビシオンには16クラブが所属しているため、レギュラーシーズンの試合数は30試合である。勝利には勝ち点3、引き分けには勝ち点1、敗北には勝ち点0が与えられる。レギュラーシーズンは、「1. もっとも獲得勝ち点が多かったクラブ」、「2. もし複数のクラブが勝ち点で並んだ場合は、当該クラブ間の対戦成績がもっとも良かったクラブ」、「3. もし2番目の条件でも決着がつかない場合は、当該クラブ間で得失点差がもっとも良かったクラブ」の順に従って順位を決定する。レギュラーシーズン終了時点で下位2クラブがセグンダ・ディビシオンに降格する。レギュラーシーズンの上位8クラブがトーナメント方式のプレーオフに進出し、プレーオフの結果が最終結果となる。優勝クラブは欧州サッカー連盟（UEFA）が主催するUEFAフットサルカップに出場する。
2001年に創設されたUEFAフットサルカップは2014-15シーズン終了時点で14回開催されているが、うち7回はスペイン勢が優勝した。UEFAフットサルカップで優勝経験のあるクラブはインテル・モビスター（3回、欧州最多）、FCバルセロナ（2回）、プラジャス・デ・カステリョン（2回）であり、エルポソ・ムルシアは準優勝経験がある。
ヨーロッパの多くのリーグ同様に、リーガ・ナシオナル・デ・フットボル・サラの全カテゴリーでは前半戦と後半戦の間にウィンターブレークがある。リーガ・ナシオナル・デ・フットボル・サラの特徴のひとつに、前半戦と後半戦の対戦順が同一であることが挙げられる。前半戦の第1節で対戦したクラブとは、後半戦でも第1節（通年では第16節）で戦う。

## 歴史
1989年以前のスペインにはスペインフットサル連盟（FEFS）による選手権、スペインサッカー連盟（RFEF）による選手権が並列していた。1989年にはACEFSとASOFUSAというふたつのフットサルクラブ協会が合併し、リーガ・ナシオナル・デ・フットボル・サラが設立された。
2011-12シーズンにはトップリーグの名称がディビシオン・デ・オノールからプリメーラ・ディビシオンに名称が変更された。

## 2019-20シーズン所属クラブ
| 2019-20シーズン所属クラブ        | 2019-20シーズン所属クラブ                                      |
| クラブ                           | 本拠地                                                         |
| -------------------------------- | -------------------------------------------------------------- |
| FCバルセロナ                     | カタルーニャ州バルセロナ県バルセロナ                           |
| エルポソ・ムルシア               | ムルシア州ムルシア                                             |
| マグナ・ナバーラ                 | ナバーラ州パンプローナ                                         |
| インテル・モビスター             | マドリード州アルカラ・デ・エナーレス                           |
| パルマ・フットサル               | バレアレス諸島州パルマ・デ・マリョルカ                         |
| ハエン・パライソ・インテリオール | カスティーリャ・イ・レオン州ハエン県ハエン                     |
| アスピル・ビダルR.N.             | ナバーラ州トゥデラ                                             |
| レバンテUD DM                    | バレンシア州バレンシア県バレンシア                             |
| ペニスコラ・ボデガス・ドゥンビロ | バレンシア州カステリョン県ペニスコラ                           |
| フットサル・カルタヘナ           | ムルシア州カルタヘナ                                           |
| D-リンク・サラゴサ               | アラゴン州サラゴサ県サラゴサ                                   |
| マルフィル・サンタ・クローマ     | カタルーニャ州バルセロナ県サンタ・クローマ・ダ・グラマネート   |
| オ・パルロ・フェロルFS           | ガリシア州ア・コルーニャ県フェロル                             |
| FSバルデペーニャス               | カスティーリャ＝ラ・マンチャ州シウダ・レアル県バルデペーニャス |
| コルドバCFフットサル             | アンダルシア州コルドバ県コルドバ                               |
| CDブレーラFS                     | ガリシア州ルーゴ県ブレーラ                                     |

## 歴代大会結果
出典 : 公式サイト
| シーズン | 優勝                               | 勝敗数 | 準優勝                             |
| -------- | ---------------------------------- | ------ | ---------------------------------- |
| 1989–90  | ブーメラン・インテルビュー         | 2-0    | ケラリテ・マセール                 |
| 1990–91  | ブーメラン・インテルビュー         | 2-1    | マルサンス・トレホン               |
| 1991–92  | カハ・トレド                       | 2-0    | エルポソ・ムルシア                 |
| 1992–93  | ペンソイル・マルサンス             | 1-0    | カハ・カスティーリャ・ラ・マンチャ |
| 1993–94  | マスパロマス・ソル・デ・エウローパ | 1-0    | カハ・カスティーリャ・ラ・マンチャ |
| 1994–95  | ピントゥラス・レパント             | 2-1    | インテルビュー・ブーメラン         |
| 1995–96  | インテルビュー・ブーメラン         | 1-0    | トレダルト                         |
| 1996–97  | CLMタラベラ                        | 3-0    | プラジャス・デ・カステリョン       |
| 1997–98  | エルポソ・ムルシア                 | 3-2    | CLMタラベラ                        |
| 1998–99  | カハ・セゴビア                     | 3-0    | インドゥストリアス・ガリシア       |
| 1999–00  | プラジャス・デ・カステリョン       | 3-0    | CLMタラベラ                        |
| 2000–01  | プラジャス・デ・カステリョン       | 3-1    | バレンシア・ビフサ                 |
| 2001–02  | ブーメラン・インテルビュー         | 3-1    | ミロ・マルトレイ                   |
| 2002–03  | ブーメラン・インテルビュー         | 3-2    | エルポソ・ムルシア・トゥリスティカ |
| 2003–04  | ブーメラン・インテルビュー         | 3-2    | エルポソ・ムルシア・トゥリスティカ |
| 2004–05  | ブーメラン・インテルビュー         | 3-1    | エルポソ・ムルシア・トゥリスティカ |
| 2005–06  | エルポソ・ムルシア・トゥリスティカ | 3-2    | ポラリス・ワールド・カルタヘナ     |
| 2006–07  | エルポソ・ムルシア・トゥリスティカ | 2-0    | ブーメラン・インテルビュー         |
| 2007–08  | インテルビュー・ファデサ           | 2-0    | エルポソ・ムルシア・トゥリスティカ |
| 2008–09  | エルポソ・ムルシア・トゥリスティカ | 2-0    | インテル・モビスター               |
| 2009–10  | エルポソ・ムルシア・トゥリスティカ | 3-1    | MRAナバーラ                        |
| 2010–11  | バルセロナ・アルスポルト           | 3-2    | カハ・セゴビア                     |
| 2011–12  | バルセロナ・アルスポルト           | 3-2    | エルポソ・ムルシア                 |
| 2012–13  | バルセロナ・アルスポルト           | 3-1    | エルポソ・ムルシア                 |
| 2013–14  | インテル・モビスター               | 3-0    | エルポソ・ムルシア                 |
| 2014–15  | インテル・モビスター               | 3-1    | エルポソ・ムルシア                 |
| 2015–16  | インテル・モビスター               | 3-1    | バルセロナ・アルスポルト           |
| 2016–17  | インテル・モビスター               | 3-2    | バルセロナ・アルスポルト           |
| 2017–18  | インテル・モビスター               | 3-2    | バルセロナ・アルスポルト           |
| 2018–19  | バルセロナ・アルスポルト           | 3-2    | エルポソ・ムルシア                 |
| 2019–20  | インテル・モビスター               |        | FSバルデペーニャス                 |
| 2020–21  | バルセロナ・アルスポルト           |        | レバンテFS                         |

### クラブ別優勝回数
| クラブ                             | 優勝 | 準優勝 | 優勝シーズン |
| ---------------------------------- | ---- | ------ | --- |
| インテル・モビスター               | 14   | 3      | 1989–90, 1990–91, 1995–96, 2001–02, 2002–03, 2003–04, 2004–05, 2007–08, 2013–14, 2014–15, 2015-16, 2016-17, 2017-18, 2019-20 |
| エルポソ・ムルシア                 | 5    | 10     | 1997–98, 2005–06, 2006–07, 2008–09, 2009–10                                                                                  |
| FCバルセロナ                       | 5    | 3      | 2010–11, 2011–12, 2012–13, 2018–19, 2020–21                                                                                  |
| プラジャス・デ・カステリョン       | 2    | 1      | 1999–2000, 2000–01 |
| カハ・トレド/CLMタラベラ           | 2    | 4      | 1991–92, 1996–97 |
| カハ・セゴビア                     | 1    | 1      | 1998–99 |
| ピントゥラス・レパント             | 1    | 0      | 1994–95 |
| マスパロマス・ソル・デ・エウローパ | 1    | 0      | 1993–94 |
| マルサンス・トレホン               | 1    | 1      | 1992–93 |